# Cerro de San Pedro (kommun)
Cerro de San Pedro är en kommun i Mexiko.   Den ligger i delstaten San Luis Potosí, i den centrala delen av landet, 400 km nordväst om huvudstaden Mexico City.
Följande samhällen finns i Cerro de San Pedro:
- Cerro de San Pedro
- Real del Potosí
- Planta del Carmen
- Joyita de la Cruz
- Nueva Zapatilla
- Granjas de la Florida
- Divisadero
- Granjas de San Francisco